# Laccornis nemorosus
Laccornis nemorosus là một loài bọ cánh cứng trong họ Bọ nước. Loài này được Wolfe & Roughley miêu tả khoa học năm 1990.